# Blue Mountains, Kanada
Blue Mountains är en bergskedja i Kanada. Den ligger i territoriet Nunavut, i den norra delen av landet, 3 900 km norr om huvudstaden Ottawa.
Trakten runt Blue Mountains är ofruktbar med lite eller ingen växtlighet. Trakten runt Blue Mountains är nära nog obefolkad, med mindre än två invånare per kvadratkilometer.